# قرطاج (بلدية)
قرطاج (Carthage) هي بلدية في ولاية تونس، بالجمهورية التونسية. تم تسميتها كذلك لأنها تشمل موقع مدينة قرطاج الأثرية.
تأسست بلدية قرطاج عام 1919، وهي على مسافة حوالي 15 كم إلى الشمال الشرقي من مدينة تونس العاصمة، وتقع بين مدينتي سيدي بوسعيد من الشمال والكرم من الجنوب. يمكن الوصول إليها من مدينة تونس عبر طريق R23 عبر حلق الوادي، أو عبر الطريق N9 عبر مطار تونس قرطاج الدولي.
كان عدد السكان في يناير 2013 يقدر بحوالي 21276 نسمة، وهي مكان جاذب للسكان الأكثر ثراءً. يقع قصر قرطاج (القصر الرئاسي التونسي) على ساحل البلدية.
يوجد في بلدية قرطاج ست محطات قطار لخط تونس-حلق الوادي-المرسى TGM بين الكرم وسيدي بوسعيد، هي : قرطاج سلامبو (سميت سلامبو، ابنة هاملكار الخيالية)، وقرطاج بيرصا (سميت باسم تل بيرصا)، وقرطاج ديرمش، وقرطاج حنعبل، وقرطاج الرئاسة (سميت باسم القصر الرئاسي) وقرطاج هاميلكار.

## التاريخ
كانت مدينة قرطاج القديمة قد دُمرت أثناء فتح قرطاج عام 698، وظلت غير مستعملة لأكثر من ألف عام، حيث كانت العاصمة الإقليمية هي مدينة تونس في ظل الحكم الإسلامي حتى العهد العثماني، حتى وقعت تونس تحت الاحتلال الفرنسي عام 1881.
بنيت كاتدرائية القديس لويس قرطاج على تل بيرصا في عام 1884. وفي عام 1885 اعترف البابا ليو الثالث عشر بأبرشية قرطاج التي أعيد إحياؤها باعتبارها تمثل مقاطعة أفريقيا وكان تشارلز لافيجيري هو رئيسها.
تم بناء الفيلات ذات الطراز الأوروبي على طول الشاطئ بداية من عام 1906؛ وقد اختار بورقيبة فيلا من هذه الفيلات كقصر رئاسي في عام 1960. وتم إنشاء البلدية بموجب مرسوم 15 يونيو 1919.
بدأ بناء مطار تونس قرطاج الدولي، الذي تم تمويله بالكامل من فرنسا في عام 1944، وفي عام 1948 أصبح المطار المحور الرئيسي للخطوط التونسية. في الخمسينيات من القرن العشرين تم تأسيس مدرسة الليسيه الفرنسية بقرطاج Lycée Français de Carthage لخدمة العائلات الفرنسية في قرطاج. وفي عام 1961 تم منحها للحكومة التونسية عقب استقلال تونس.
بعد استقلال تونس في عام 1956، امتدت مدينة تونس تدريجياً حول المطار، وأصبحت قرطاج الآن إحدى ضواحي تونس العاصمة.
في فبراير عام 1985 وقّع رئيس بلدية روما، أوغو فيتير، وعمدة قرطاج، شيدلي كليبي، اتفاقية رمزية «رسمياً» تنهي النزاع بين مدنهما.

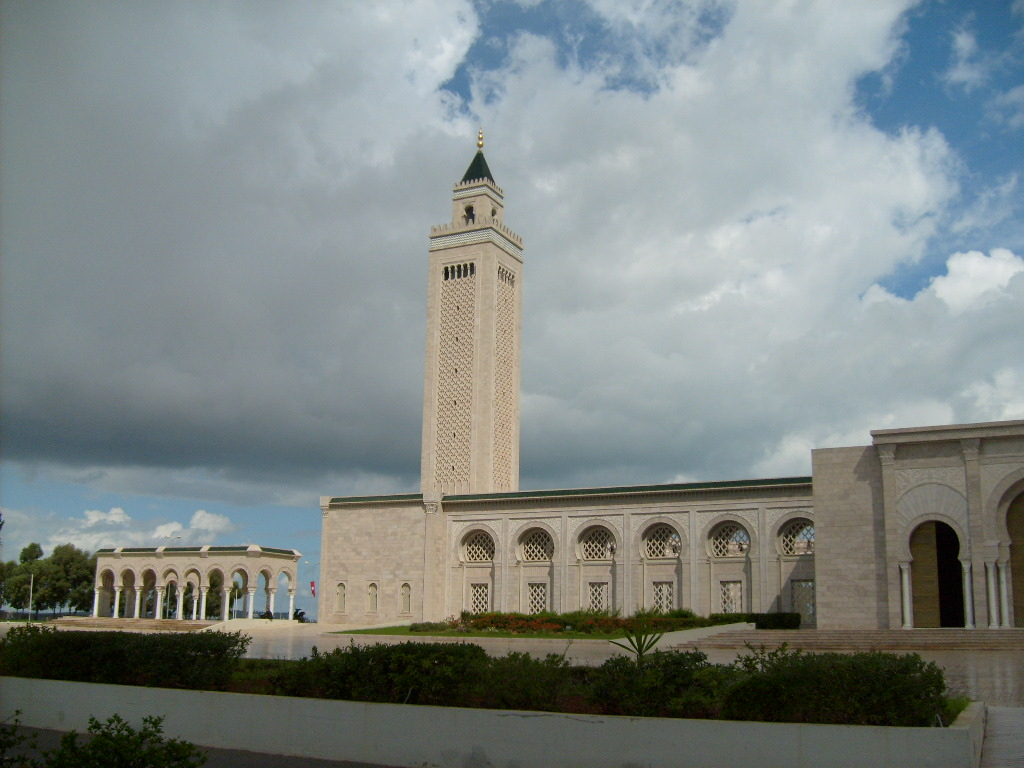
مسجد مالك بن أنس (الواجهة الجنوبية ، 2008)

شغل منصب رئيس البلدية شدلي كليبي من عام 1963 إلى عام 1990، وفؤاد مبزع في الفترة من 1995 إلى 1998 وسامي ترزي من عام 2003 إلى عام 2011، وعزيز الدين بشاوش من عام 2011.
تضم البلدية مسجد مالك بن أنس (مسجد العابدين سابقا)، والذي تم بناءه على مساحة ثلاثة هكتارات وتم افتتاحه في عام 2003.

## معرض الصور

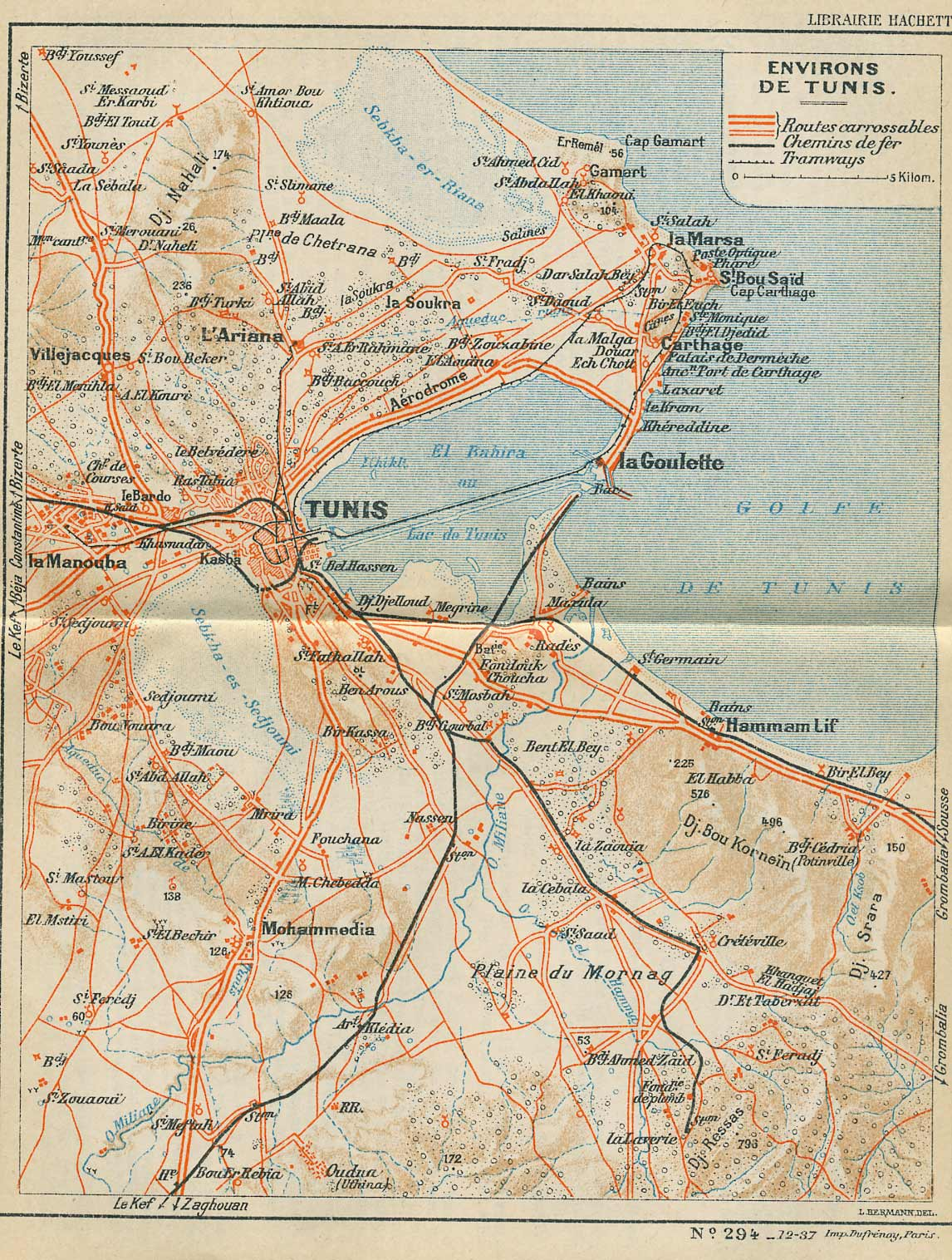
خريطة تونس وضواحيها عام 1937.
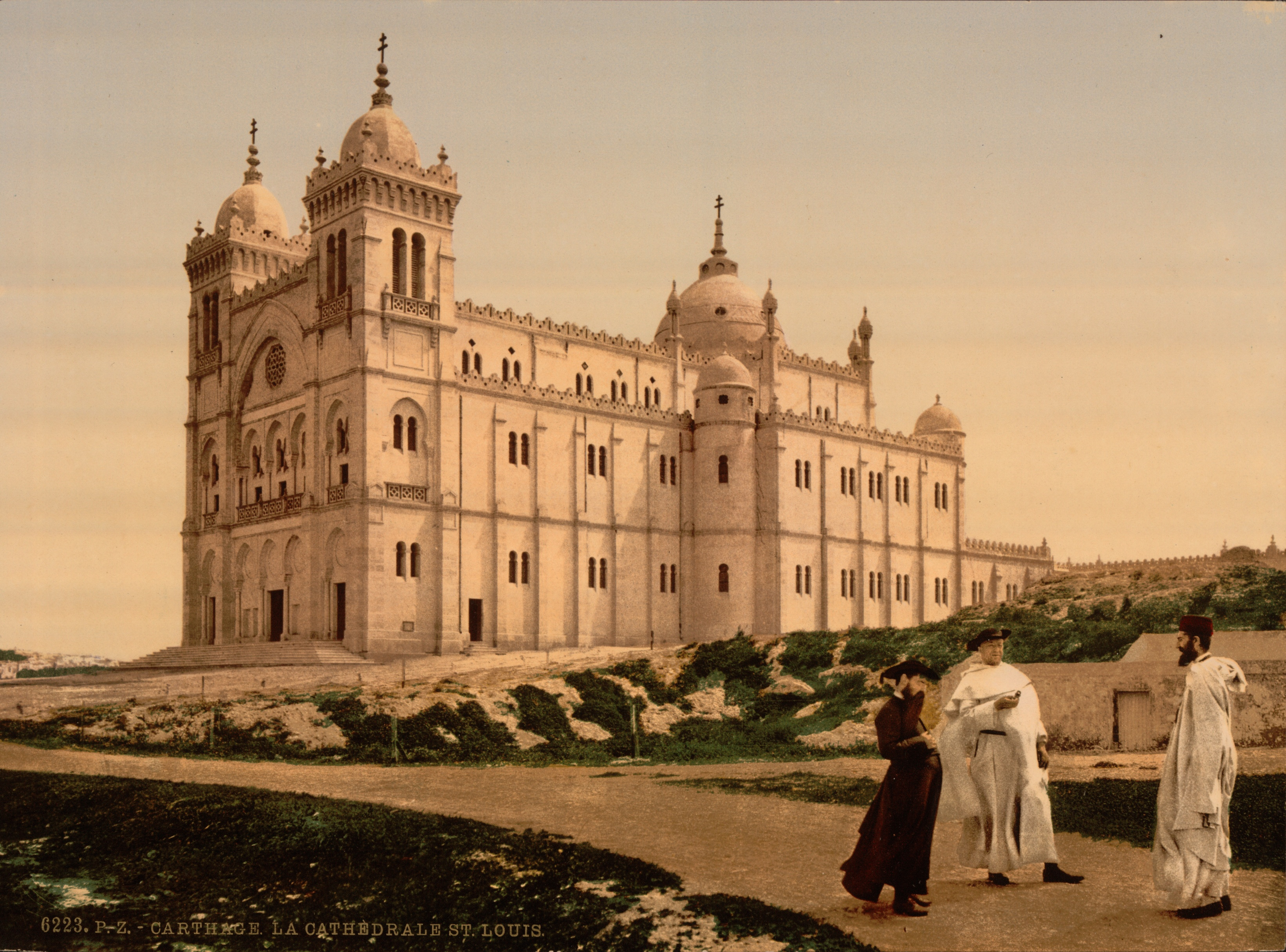
كاتدرائية سانت لويس (صورة تعود إلى 1899).
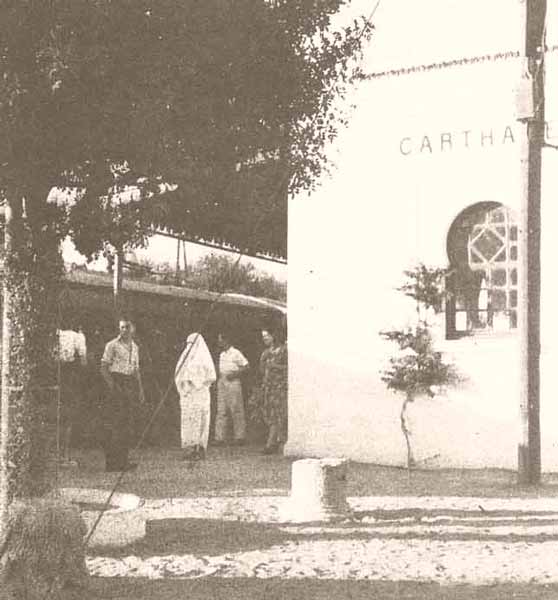
محطة قطار قرطاج (صورة من أربعينيات القرن العشرين).
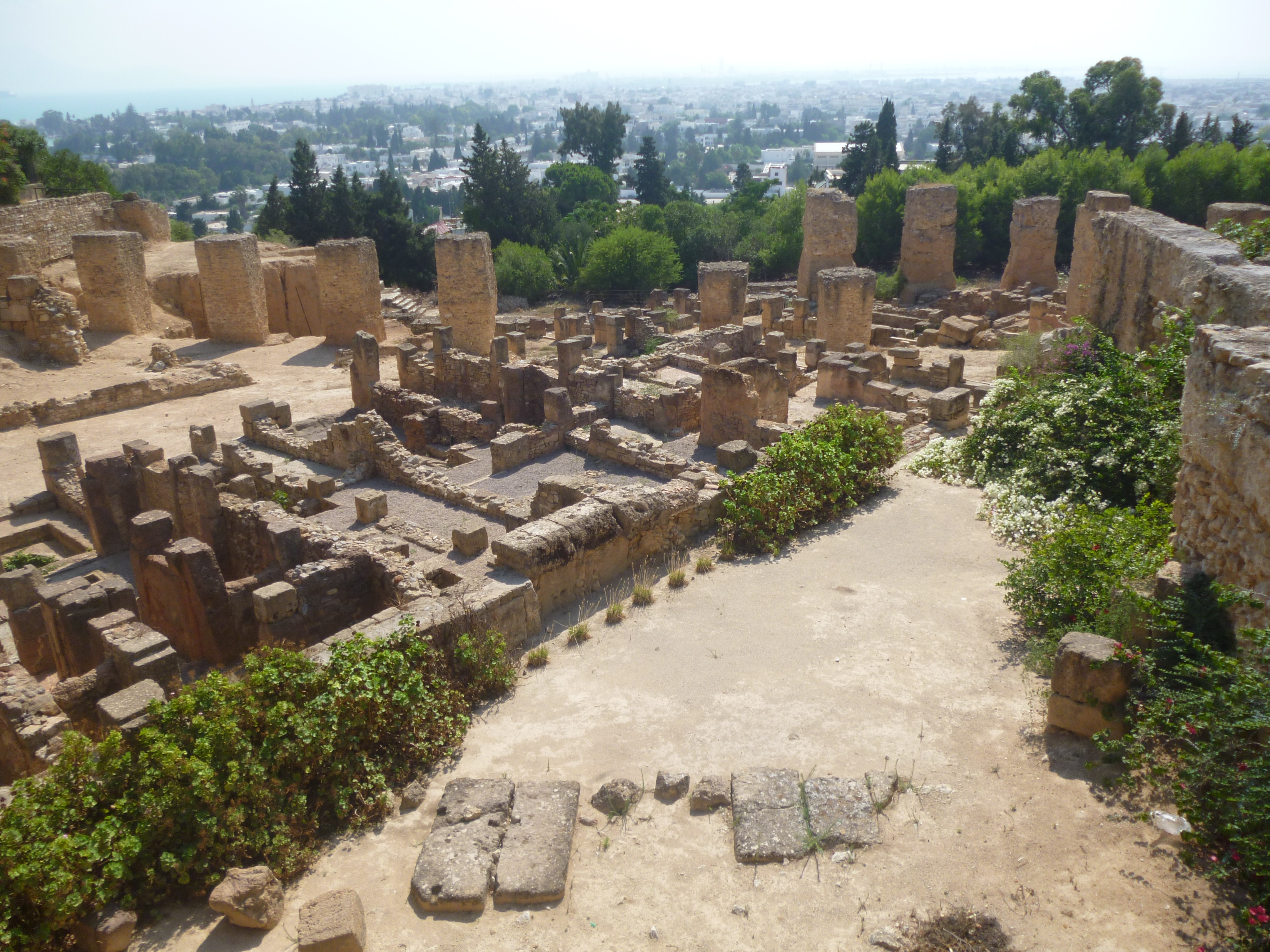
موقع قرطاج الأثري.